# Davey Lee
Davey Lee (eigentlich David Lea, * 29. Dezember 1924 oder 5. Januar 1925 in Hollywood; † 17. Juni 2008 in Los Angeles) war ein US-amerikanischer Kinderdarsteller. 

## Leben
Davy Lee war ein jüngerer Bruder des Kinderstars Frankie Lee. Er wurde unter anderem durch das Lied Sonny Boy in der Interpretation von Al Jolson bekannt: Seine erste Rolle hatte er in dem Film Der singende Narr, in dem er Jolsons dreijährigen Sohn spielte. Der Beiname „Sonny Boy“, den er dadurch erwarb, blieb für den Rest seines Lebens mit ihm verbunden. Der Song Sonny Boy wird oft als erster Millionenhit angesehen; den Erfolg des Filmes The Singing Fool übertraf erst Schneewittchen und die sieben Zwerge. 
Mit Edward Everett Horton und Betty Bronson stand Davey Lee danach für den heute verschollenen Film Sonny Boy, ein Ehedrama, vor der Kamera. Danach trat er in Frozen River auf, dem ersten Rin-Tin-Tin-Film. Dabei handelte er sich einen Biss des tierischen Filmstars ein.
Wiederum mit Al Jolson drehte Lee 1929 als „Little Pal“ den Film Say It With Songs. Im selben Jahr wurden auch Schallplattenaufnahmen mit Davey Lee produziert, die unter dem Titel Sonny Boy's Bear Story auf den Markt kamen. Die Bear Story, ein Monolog mit Gesangseinlage und Orchesterbegleitung, verkaufte sich sehr gut.
Ebenfalls 1929 war Davey Lee in dem Film Skin Deep zu sehen und nahm weitere Platten auf. Exemplare von I've Lost My Dog und Davey and His Tog Tatters, die bei Brunswick produziert wurden, scheinen jedoch nicht erhalten geblieben zu sein. Seine letzte Filmrolle hatte er 1930 in The Squealer. 
Im Alter von sechs Jahren beendete Davey Lee, der 1930 3000 US-Dollar in der Woche verdiente, seine Filmkarriere. Möglicherweise spielten dabei gesundheitliche Gründe eine Rolle; vielleicht hatte seine Mutter auch eine einträglichere Vaudeville-Karriere für ihren Sohn geplant, die dann aber nicht stattfand. Aus späteren Jahren ist ein Foto Davey Lees mit Al Jolson bekannt, das ihn als jungen Mann von etwa 24 Jahren wiederum auf den Knien Jolsons zeigt wie einst in einer Filmszene aus seinen Kinderjahren. Über weitere Kontakte zwischen Jolson und Lee nach dessen Zeit als Kinderstar ist jedoch nichts bekannt. Lee trat später noch in Theaterstücken auf und erschien bei Veranstaltungen der International Al Jolson Society, führte aber ansonsten ein Leben jenseits der Öffentlichkeit. Nachdem er einen Schlaganfall erlitten hatte, lebte er einige Jahre in einem Pflegeheim.